# East Hampton (New York)
Pour les articles homonymes, voir East Hampton.
Ne doit pas être confondu avec East Hampton (village, New York).
East Hampton est une ville (town) située au sud-est du comté de Suffolk, sur l'île de Long Island, dans l'État de New York, aux États-Unis. La totalité de son territoire forme une part importante de la péninsule de South Fork.
Avec Southampton, East Hampton constitue l'une des deux localités formant la région des Hamptons, zone de villégiatures les plus prisées par l'élite américaine et spécialement par celle de New York.
Lors du recensement de 2010, la ville avait une population totale est de  21 457 habitants, qui comprend un certain nombre de villages :
- Sag Harbor (partagé avec Southampton)
- Wainscott
- Amagansett
- Springs

## Démographie

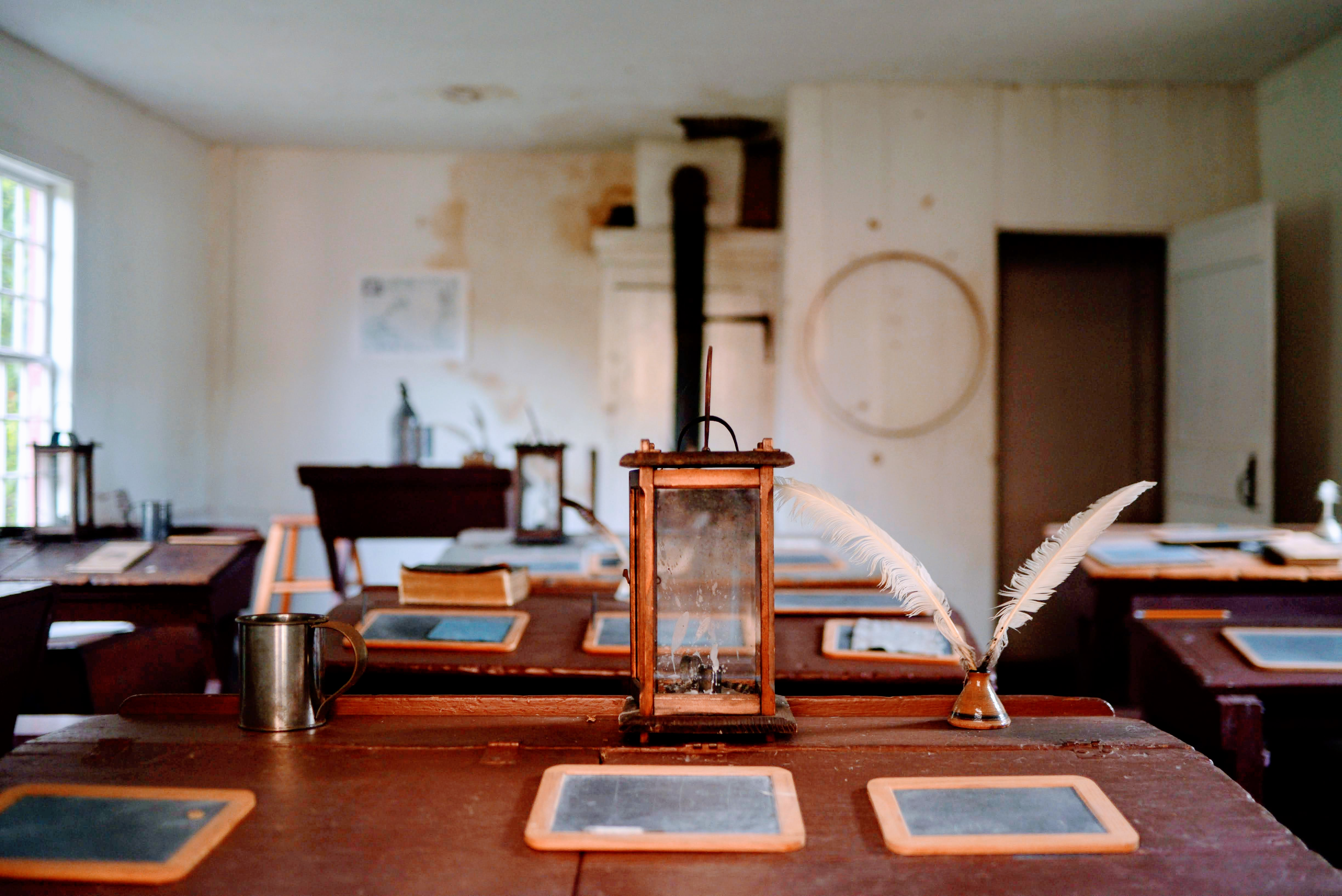
Salle de classe d'une ancienne école, dans l'ancien village de East Hampton (2020).